# Morningstar (Unternehmen)
Morningstar Inc. ist ein an der NASDAQ notiertes Finanzinformations- und Analyseunternehmen. Es wurde 1984 von Joe Mansueto in Chicago gegründet. Es bietet über seinen Internetauftritt die Daten von ca. 500.000 Aktien, Investmentfonds und anderen Wertpapieren an. Morningstar vergibt für Aktien auf Basis eine Fundamentalanalyse ein Rating mit einem bis fünf Sternen, das ausschließlich über die amerikanische Website einsehbar ist. Zudem führt Morningstar ein Rating von Investmentfonds durch. Weiterhin werden in Echtzeit Preise für ca. 4 Mio. Aktien, Anleihen, Indizes, Futures, Optionen, Rohstoffe, Edelmetalle, Staatsanleihen sowie Währungskurse verfügbar gehalten.
Über Tochtergesellschaften werden außerdem Vermögensplanungs- und Anlageberatungsdienste angeboten. Seit dem 10. Juni 2011 firmiert die 2010 durch Morningstar Inc. erworbene Ratingagentur Realpoint LLC unter dem Namen Morningstar Credit Ratings.

## Geschichte
1984 gründete Joe Mansueto die Mutual Fund Sourcebook Inc., die eine quartalsweise aktualisierte Untersuchung zu 400 US-Investmentfonds publizierte. Der Umsatz von Mutual Fund Sourcebook Inc. im ersten Jahr belief sich auf ca. 100.000 US-$; dies entspricht etwa 3.000 verkauften Exemplaren der gedruckten Fonds-Untersuchung. Nach Einführung der 5-Sterne-Bewertung für Investmentfonds im Jahr 1985 verdoppelte sich der Umsatz auf ca. 200.000 US-$.
1986 wurde der Unternehmensname in Morningstar Inc. geändert.
Morningstar Inc. führte in den 1990er Jahren neue Angebote im Bereich Finanzanalysen ein und erweiterte das Untersuchungsspektrum auf ca. 1.700 untersuchte Investmentfonds.
1998 wurde in einem Joint Venture mit der Softbank Corp. in Tokio unter dem Namen Morningstar Japan KK die erste Auslandsniederlassung gegründet. Ebenfalls 1998 wurde die Researchtätigkeit auf Aktien erweitert, und unter dem Titel Morningstar StockInvestor erschien ein kostenpflichtiger Investment-Newsletter.
1999 übernahm die Softbank Corp. in Form einer 91-Millionen-Dollar-Investition insgesamt 20 Prozent der Unternehmensanteile an Morningstar. In der Folge expandierte Morningstar nach Kanada, Neuseeland und Australien.
Ab 2000 wurde die internationale Ausrichtung mit der Gründung von Morningstar Asia, Morningstar Europe und Morningstar Korea weiter ausgebaut.
Im Jahr 2001 wurde das auf Fundamentalanalyse basierende Morningstar-Rating für Aktien eingeführt.
In 2002 überstieg der Jahresumsatz von Morningstar erstmals 100 Millionen US-$. In 2005 überstieg der Jahresumsatz von Morningstar erstmals 200 Millionen US-$.
Durch internationale Übernahmen und Beteiligungen konnte der Jahresumsatz bis zum Jahr 2008 auf mehr als 500 Millionen US-$ gesteigert werden. Mit der Einführung von qualitativen Finanzanalysen und Rating für europäische und asiatische Investmentfonds wurden die Morningstar-Aktivitäten im europäischen und asiatischen Raum deutlich ausgeweitet.
Im Jahr 2017 lag der Jahresumsatz bei mehr als 900 Millionen US-$. Das Ergebnis vor Steuern lag 2017 bei ca. 180 Millionen US-$. Der Aktienkurs lag am 31. Dezember 2017 bei 80,70 Euro / 98,50 US-$.
Im Mai 2019 wurde bekannt, dass Morningstar die kanadische Ratingagentur DBRS für einen Betrag von umgerechnet 670 Millionen Euro übernehmen wird.
Im Jahr 2020 erwarb Morningstar Sustainalytics, eine Research und Rating-Firma, die auf Risiken im Bereich Umweltschutz, Soziales und unternehmerischer Verantwortung (ESG) spezialisiert ist. That same year, Morningstar agreed to acquire PlanPlus Global, a Canada-based financial planning and risk assessment software company.
Im Jahr 2021 erwarb Morningstar die Betriebsteile der australischen Vermögensplattform Praemium im Vereinigten Königreich und international für 35 Millionen britische Pfund.
Im Jahr 2022 erwarb Morningstar das Unternehmen Leveraged Commentary & Data (LCD) von S&P Global für 600 bis 650 Millionen US-Dollar.